# Roodpootgoudoogdaas
De roodpootgoudoogdaas (Chrysops rufipes) is een vliegensoort uit de familie van de dazen (Tabanidae). De wetenschappelijke naam van de soort is voor het eerst geldig gepubliceerd in 1820 door Meigen.